# Čelinac
Čelinac (v srbské cyrilici Челинац) je město a sídlo opštiny v Republice srbské, v Bosně a Hercegovině. Nachází se v severní části země, v blízkosti města Banja Luka. V opštině Čelinac, jíž je součástí, žije 15 117 obyvatel a v samotném městě 5 097 obyvatel.